# 公子嘉 (齐国)
公子嘉（?—?），春秋时代齐国的公子。
公子嘉的父亲是齐景公。齐景公的正室夫人燕国公主燕姬的儿子早早地去世，使齐景公没有嫡子。所以，齐景公得病时，使国惠子、高昭子立公子荼（晏孺子），将群公子置于莱。前490年秋，齐景公去世，十月，公子嘉、公子驹、公子黔逃到卫国，公子鉏、公子阳生（齐悼公）逃到鲁国。第二年，在陈乞的支持下，公子阳生（齐悼公）回国，杀死了安孺子。最后，田氏掌握了齐国的政权。